# 中山大祐
中山 大祐（なかやま だいすけ、1983年10月31日 - ）は、日本の元男子バレーボール選手。

## 来歴
京都府京都市出身。幼少期は、体操競技やバスケットボールをしていた。京都市立八条中学校入学後、バスケ部がなかったことから、バレーボール部に入部しバレーを始める。
高校は地元強豪校の京都市立洛陽工業高等学校へ進学、2001年3年時はキャプテンを務め、春高バレーで3位に入賞した。同年には高校選抜に選ばれている。
その後、東亜大学へ進学。2002年1年時に全日本インカレ3位、2005年4年時にはキャプテンを務め、中国大学バレーボールリーグでは最優秀選手を受賞した。
2006年、JTサンダーズへ加入。同期に小川旭。2008年には全日本に選出されアジアカップに出場した。JT入団後はリリーフサーバーとしても活躍している。2011年をもって引退し、9人制バレーのJT東京バレーボール部でプレーしながら、社業に従事していた。
2023年、JTマーヴェラスの広報担当として事務局スタッフに就任。

## 所属チーム
- 京都市立八条中学校
- 京都市立洛陽工業高等学校
- 東亜大学
- JTサンダーズ（2006-2011年）